# Flodslette
En flodslette er en flad eller næsten flad slette som ligger op til en flod, dannet af flodens aflejringer, sand og grus, og som periodevis oversvømmes. Flodsletter er ofte vigtige grundvandsmagasiner og har ofte økosystemer med stor artsrigdom. De er lette at dyrke op eller at tage i brug på anden måde. Urørte flodsletter er derfor en sjælden naturtype som er leveområde for mange sjældne og truede arter.
Glasiale flodsletter strækker sig fra fronten af en gletsjer til kysten. De ligger enten i bunden af u-dale foran dalbræer, eller danner brede sletter i fronten af indlandsisen. Hvor flodsletter kommer ud af en dal og møder kysten, kan det udvikle sig et floddelta.